# Sergio Pagano
Sergio Pagano, B. (* 6. listopadu 1948 Bargagli) je italský římskokatolický duchovní, barnabita, biskup a asesor Papežského výboru pro historické vědy.

## Život
Narodil se 6. listopadu 1948 v Bargagli.
Roku 1966 vstoupil do noviciátu Barnabitů v Monze. Teologické a filosofické vzdělání získal na Papežské univerzitě Urbaniana v Římě. Dne 28. května 1977 byl biskupem Placidem Maria Cambiaghim vysvěcen na kněze a následující rok obdržel titul z liturgiky. Na Scuola vaticana di paleografia diplomatica e archivistica získal diplom paleografa a archiváře.
Stal se profesorem archivnictví a diplomatiky na Škole Vatikánského tajného archivu a Akademii svatého Karla v Miláně. Byl poradcem Kongregace pro blahořečení a svatořečení a Papežské komise pro kulturní dědictví církve. Dne 30. ledna 1995 byl jmenován vice-prefektem Vatikánského tajného archivu a zastupujícím ředitelem Vatikánského školy paleografie a archivnictví. V letech 1989–2001 vedl Centrum historických studií Barnabitů.
Dne 7. ledna 1997 byl převeden do úřadu prefekta archivu a ředitele výše zmiňované školy. Dne 4. srpna 2007 jej papež Benedikt XVI. jmenoval titulárním biskupem z Celene. Biskupské svěcení přijal 29. září z rukou papeže a spolusvětiteli byli kardinálové Tarcisio Bertone a Marian Jaworski. Dne 18. října 2007 se stal ředitelem historického archivu arcidiecéze Lucca.
Dne 5. července 2024 byl papežem Františkem jmenován asesorem Papežského výboru pro historické vědy.